# 桑希爾 (肯塔基州)
桑希爾（英語：Thornhill）是一個位於美國肯塔基州傑佛遜縣的城市。

## 地方資料
根據2020年美國人口普查的數據，桑希爾的面積為0.12平方千米，當中陸地面積為0.12平方千米，而水域面積為0.00平方千米。當地共有人口185人，而人口密度為每平方千米1,541.67人。